# Erika Holst
Ylva Erika Holst (Varberg, 8 april 1979) is een ijshockeyer uit Zweden.
Holst begon op zevenjarige leeftijd met ijshockey in een jongensteam. Tot haar negentiende bleef ze bij de jongens spelen.
In 2011 speelde ze haar 300e wedstrijd met de Zweedse nationale ijshockeyploeg, daarmee is ze de speelster met verreweg de meeste wedstrijden voor Zweden.
In 2007 op de wereldkampioenschappen behaalde Holst een bronzen medaille haalde.

## Olympische Winterspelen
Holst speelde viermaal op de Olympische Winterspelen:
- In 1998 werd Zweden vijfde;
- In 2002 behaalde ze brons;
- In 2006 behaalde ze zilver;
- In 2010 eindigde Zweden op de vierde plaats;